# Claudas
O Rei Claudas é um rei franco fictício e um oponente do Rei Artur, Lancelote, e Boors no ciclo arturiano. Seu reino é conhecido como "Terre Deserte", ou "Terra Deserta", devido à destruição que Uther Pendragon causou lá.